# Dinera angustifrons
Dinera angustifrons là một loài ruồi trong họ Tachinidae.